# سفارة بوليفيا في الولايات المتحدة
سفارة بوليفيا في الولايات المتحدة هي أرفع تمثيل دبلوماسي لدولة بوليفيا لدى الولايات المتحدة. تقع السفارة في شمال غربي واشنطن العاصمة وهي تهدف لتعزيز المصالح البوليفية في الولايات المتحدة.

## وصلات خارجية
- الموقع الرسمي
- قائمة سفارات بوليفيا
- قائمة السفارات في الولايات المتحدة